# Międzynarodowy Festiwal Filmowy w Wenecji

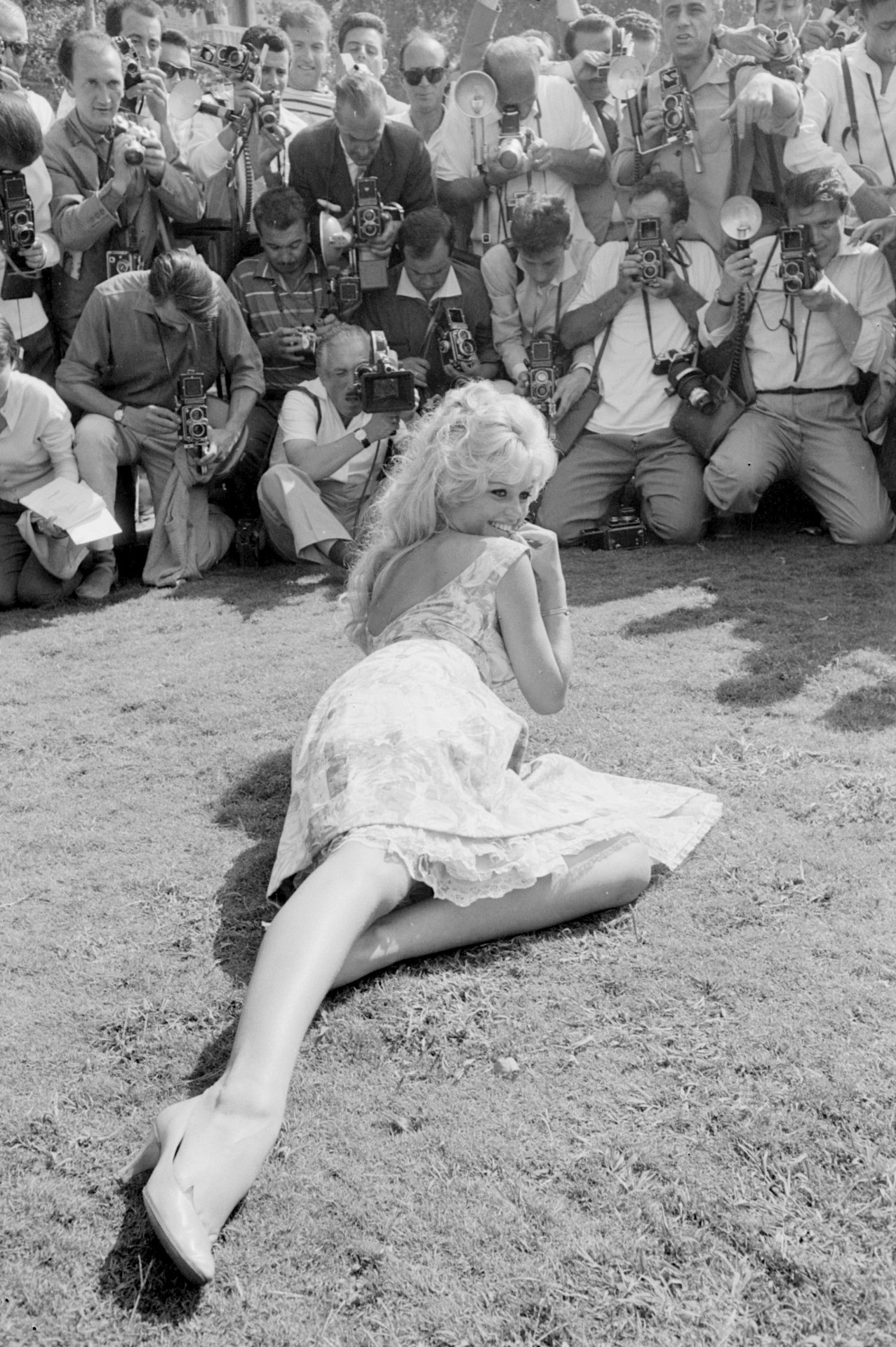
Brigitte Bardot na 19. MFF w Wenecji, 1958

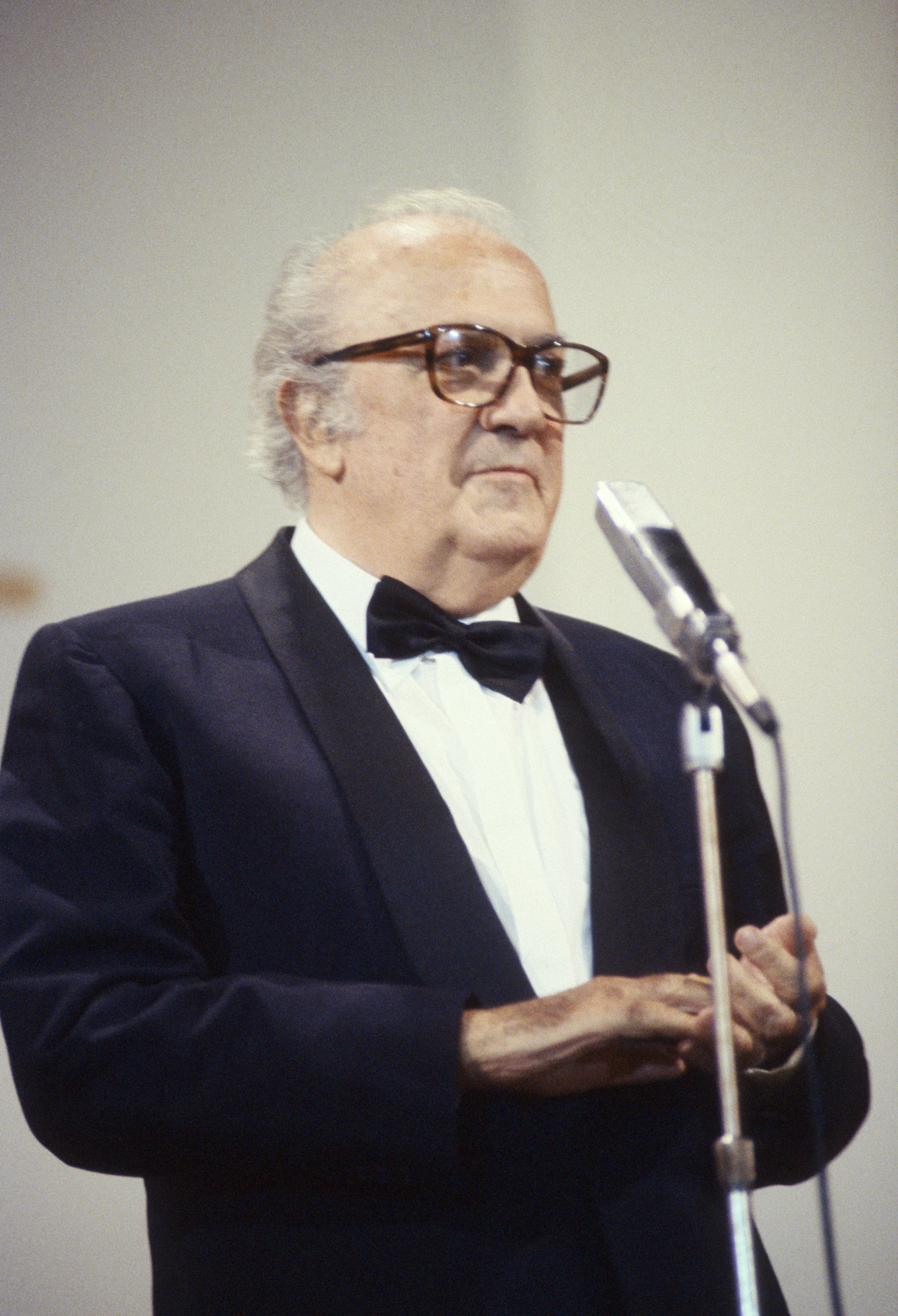
Federico Fellini na 47. MFF w Wenecji (1990)

Festiwal Filmowy w Wenecji (wł. Mostra Internazionale d'Arte Cinematografica di Venezia) – międzynarodowy festiwal filmowy w Wenecji, uznawany za najstarszą imprezę filmową na świecie. Festiwal został utworzony w 1932 przez hrabiego Giuseppe Volpi di Misurata jako Esposizione Internazionale d'Arte Cinematografica. Festiwal nie odbywa się w Wenecji właściwej, lecz na wyspie Lido, na przełomie sierpnia i września. Festiwal jest obecnie częścią Biennale w Wenecji.
Głównymi nagrodami festiwalu są Złoty Lew (Leone d'Oro), który otrzymuje najlepszy film oraz Puchar Volpiego (Coppa Volpi) dla najlepszego aktora i aktorki.

## Laureaci Złotego Lwa
Złoty Lew to najważniejsza nagroda festiwalu dla najlepszego filmu.

## Laureaci Srebrnego Lwa
Srebrny Lew to nieregularnie przyznawana nagroda dla najlepszego reżysera wybranego filmu z sekcji konkursowej. Dawniej nagradzano nią także najlepszy filmowy debiut, najlepszy film krótkometrażowy oraz najlepszy scenariusz.

## Wielka Nagroda Jury
Wielka Nagroda Jury to druga nagroda festiwalu. Nagradza się nią filmy, które według Jury zajęły drugie miejsce w Konkursie Głównym o Złotego Lwa. Laureaci otrzymują statuetkę Srebrnego Lwa.

## Nagroda Specjalna Jury
Nagroda Specjalna Jury to trzecia nagroda festiwalu. Laureaci tej nagrody otrzymują brązową statuetkę Lwa Weneckiego.

## Puchar Volpiego
Pucharem Volpiego nagradzani są aktorzy. Nagroda dla najlepszego aktora i aktorki istnieje od 1935. W połowie lat 90. nagrody były przyznawane także najlepszym aktorom i aktorkom drugoplanowym. W 1993 nagrodę otrzymała cała obsada filmu Na skróty Roberta Altmana.

## Złota Osella
Złotą Osellą nagradzani są reżyserzy, scenarzyści, montażyści, oraz kompozytorzy za wkład w rozwój technologii filmowej.